# Clinton (Massachusetts)
Clinton é uma vila localizada no condado de Worcester no estado estadounidense de Massachusetts. No Censo de 2010 tinha uma população de 13.606 habitantes e uma densidade populacional de 722,8 pessoas por km².

## Geografia
Clinton encontra-se localizado nas coordenadas 42° 24′ 43″ N, 71° 41′ 24″ O. Segundo o Departamento do Censo dos Estados Unidos, Clinton tem uma superfície total de 18.82 km², da qual 14.65 km² correspondem a terra firme e (22.19%) 4.18 km² é água.

## Demografia
Segundo o censo de 2010, tinha 13.606 pessoas residindo em Clinton. A densidade populacional era de 722,8 hab./km². Dos 13.606 habitantes, Clinton estava composto pelo 87.06% brancos, o 3.45% eram afroamericanos, o 0.35% eram amerindios, o 1.34% eram asiáticos, o 0.04% eram insulares do Pacífico, o 5.48% eram de outras raças e o 2.29% pertenciam a duas ou mais raças. Do total da população o 13.55% eram hispanos ou latinos de qualquer raça.